# Teatro Verdi (Pisa)
Il Teatro Verdi è il principale teatro di Pisa, uno dei maggiori esempi d'architettura teatrale ottocentesca in Italia.

## Descrizione

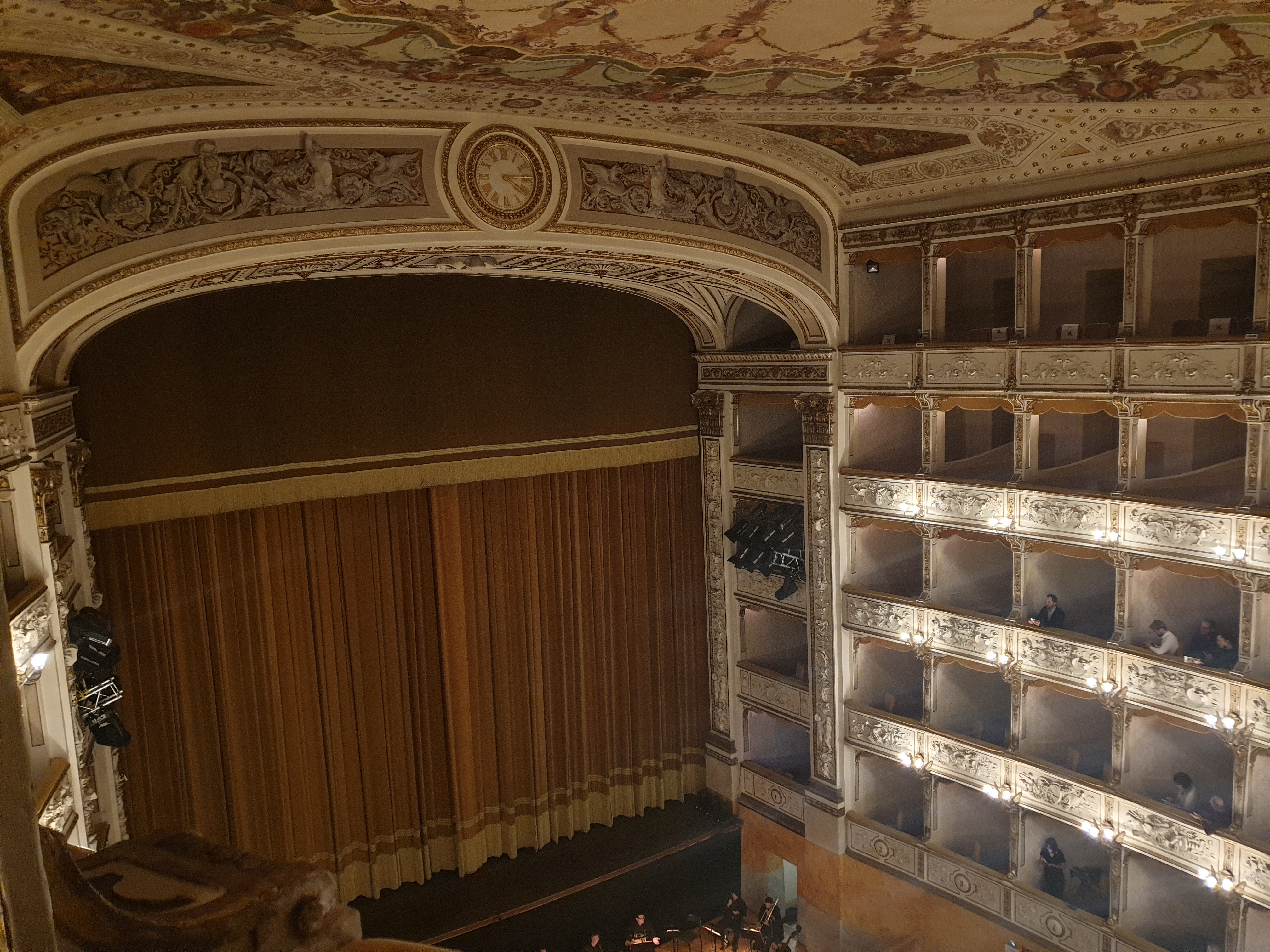
Vista dal loggione

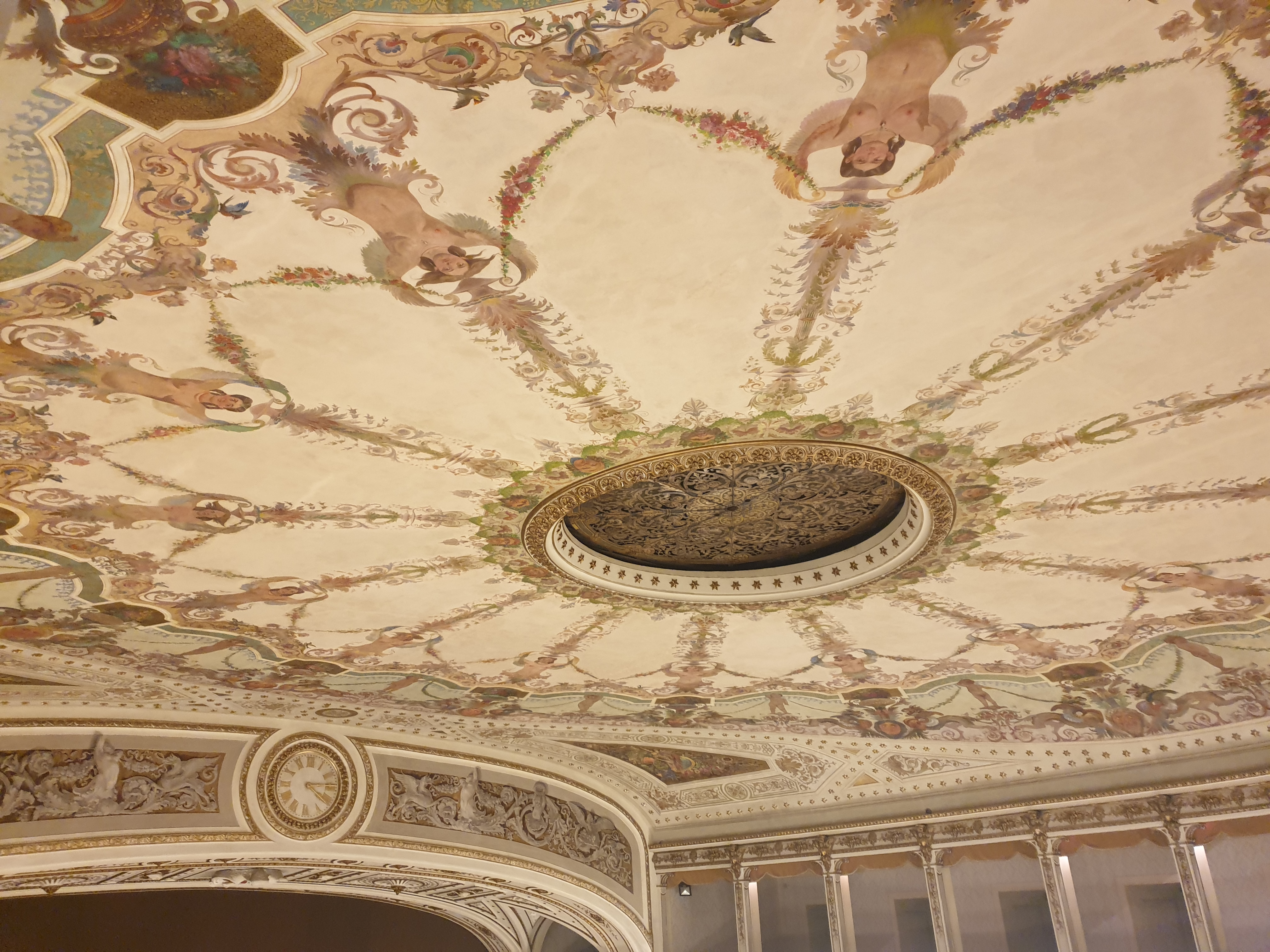
Le decorazioni del soffitto

Il Teatro Verdi di Pisa, già Regio Teatro Nuovo, fu inaugurato la sera del 12 novembre 1867, con il Guglielmo Tell di Gioachino Rossini.
Il Verdi, costruito tra il 1865 e il 1867 a opera dell'architetto Andrea Scala, è un teatro di media grandezza, difatti non supera i 900 posti, esclusi i posti d'ascolto: nel 1867, prima cioè del ridimensionamento della ribalta, nel 1914, e della creazione delle gallerie, nel 1935, la capienza non doveva andare oltre i 750 posti a sedere.
Il palcoscenico è uno dei più grandi d'Italia: misura 26 metri di profondità e 32 metri di larghezza e rappresenta una sorta di importante "piazza" su cui è stato possibile realizzare scenografie per l'Aida, il Nerone di Boito ed altre.
L'ingresso, con la caratteristica loggia, ha tre porte. Da destra si accede all'interno del teatro, alla biglietteria, da sinistra si accede al bar del teatro.
L'interno del teatro è finemente curato e, anche grazie ad un'imponente opera di restauro curata dall'architetto Massimo Carmassi, che ha interessato l'edificio per diversi anni, si possono ammirare i colori vivi e il tratto elegante delle greche e degli affreschi.
Inoltre, all'interno è presente un ridotto, intitolato nel 2006 al grande baritono pisano Titta Ruffo, con pregevole affresco sulla volta Trionfo d'Amore di Annibale Gatti, lo stesso autore del telone del teatro, raffigurante Goldoni che legge alla colonia Alfea.
La struttura contiene anche un museo di oggetti e costumi appartenuti a Titta Ruffo ed altri cantanti pisani, di notevole rilevanza storica e documentativa.

## Storia

### Dal XIX secolo alla seconda guerra mondiale
L'iniziativa di dare alla città pisana un grande teatro fu presa da Ranieri Simonelli e da altri illustri cittadini. Venne creata una società anonima, fu aperta una sottoscrizione popolare e fu indetto un concorso per il progetto, vinto poi dall'architetto veneziano Andrea Scala. Sotto la direzione dei lavori del Simonelli, la costruzione durò una quindicina di mesi terminò nell'autunno del 1867. Il Teatro Nuovo venne inaugurato il 12 novembre dello stesso anno.
Celebri cantanti e alcuni famosi direttori d'orchestra hanno figurato nei cartelloni del massimo teatro pisano. Ad esempio Tito Sterbini che fu il primo Rigoletto di una lunga serie che in più di cento anni ha particolarmente commosso il pubblico pisano. I successi e gli insuccessi dei protagonisti del Teatro Nuovo, nel 1904 intitolato a Giuseppe Verdi, entrarono nella fantasia popolare e avvenimenti di un certo rilievo furono ricordati nel corso degli anni e tramandati di padre in figlio, fino ai nostri giorni. A tal proposito, come curiosità, i primi fischi di disapprovazione uditi al Teatro Nuovo furono nel 1869 per gli esecutori e l'allestimento dell'opera di Apolloni L'Ebreo.

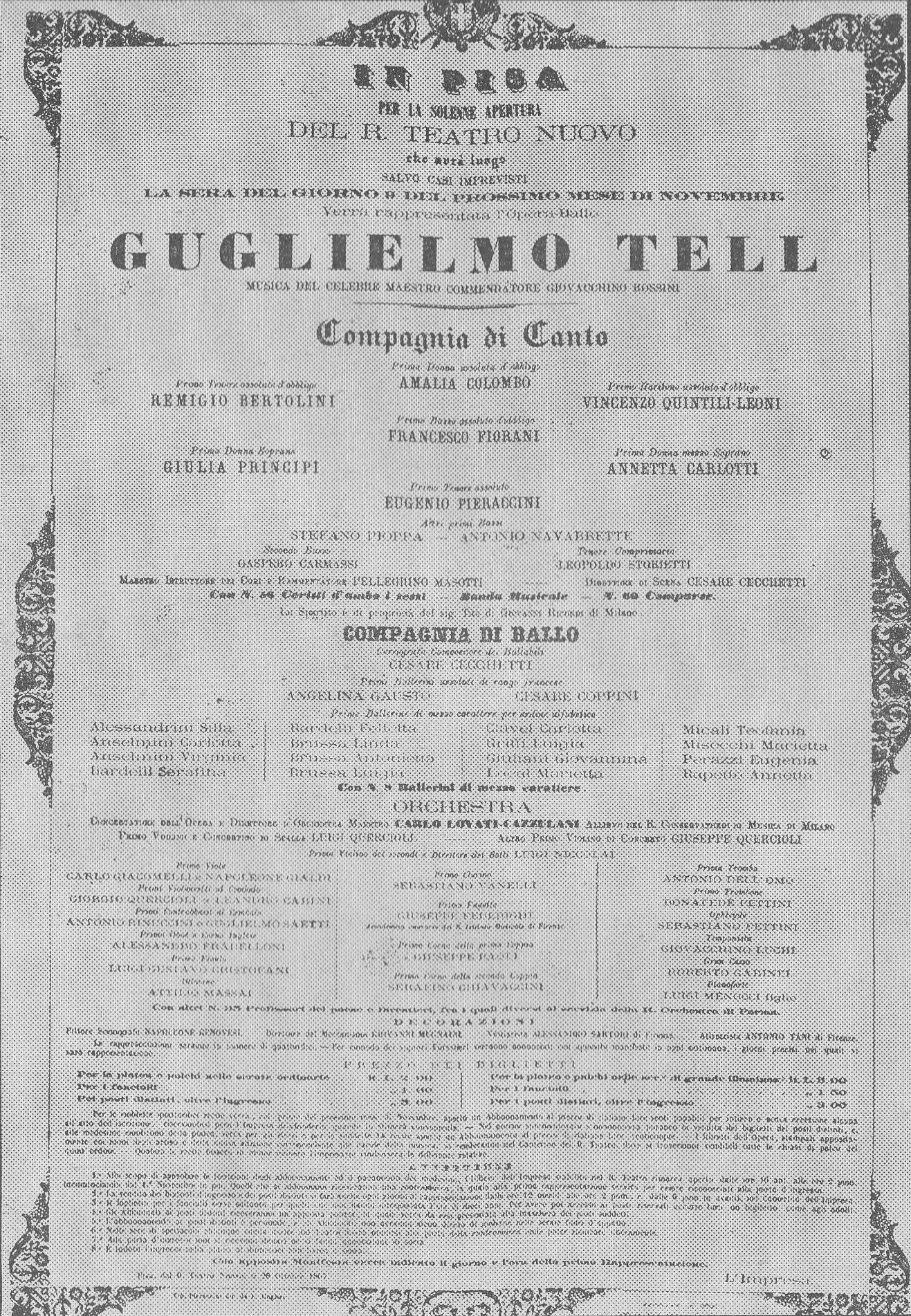
Manifesto dello spettacolo inaugurale della nuova struttura

L'anno dopo fu offerto al pubblico anche un nuovo balletto Brahama, la cui esecuzione conquistò i pisani, sia per l'azione coreografica, sia per la partecipazione di grandi masse. Ad una recita del Faust di Gounod, che si dava nel Natale del 1870, il re Vittorio Emanuele II regalò alla bellissima soprano Ostava Torriani un braccialetto tempestato di perle e diamanti.
Nel 1877 fu rappresentato Il Profeta di Giacomo Meyerbeer con il celebre contralto Marietta Biancolini, per cui un folto pubblico accorse da tutta la Toscana e dalla Liguria, e addirittura ci furono dei casi di bagarinaggio dei biglietti della prima.
Nel 1879 debutta al Teatro Nuovo il contralto pisano Maria Leopoldina Paolicchi che in seguito diverrà la moglie del maestro Leopoldo Mugnone.
Nel 1882 ci fu l'esordio del baritono Emilio Barbieri, con la moglie Elvira Angeli, insieme al celebre soprano Teresina Brambilla e Ugo Franceschi, altro baritono pisano.
Il 1884 fu uno storico anno giacché vide dirette da un giovanissimo Arturo Toscanini ben due opere: l'Otello di Giuseppe Verdi e la Manon Lescaut di Puccini. L'anno dopo tornò al Teatro Nuovo con il Falstaff di Verdi e Cristoforo Colombo di Alberto Franchetti.
Nel 1887 segnò il debutto di un altro importante baritono pisano, ovvero Lelio Casini nel Ruy Blas di Marchetti, nonché nel ballo in maschera e ne Le Villi di Giacomo Puccini, presente l'autore (ospite della sorella a Pisa).
Nel 1889 la Mignon di Thomas riscosse un buon successo, in particolare il soprano Nadina Bulicioff, che rimase nel ricordo dei pisani per molto tempo; sempre nel 1889 si registra l'esordio del baritono Oreste Benedetti.
Nel 1891 Titta Ruffo tornò a Pisa interpretando ben due titoli: Ernani e Otello, con una splendida padronanza vocale e scenica, testimoniate dallo stupefatto cronista del settimanale Il Ponte. Dopo i successi di Titta Ruffo e Oreste Benedetti in tanti teatri d'Italia e all'estero, si diffuse la convinzione che Pisa fosse la patria dei baritoni, pensiero avvalorato anche dai precedenti Emilio Barbieri e Lelio Casini, tanto che lo scrittore di vernacolo pisano Arturo Birga si espresse così:
Frattanto, nel 1896, risuonò l'opera di Wagner Lohengrin, che approdò in città scatenando il dibattito dei sostenitori pro o contro il compositore.
Tra i Direttori d'orchestra più celebri dell'800 che hanno diretto al Teatro di Pisa, si annovera il M° Antonino Palminteri, presente sul podio nel marzo del 1897, portando in scena Opere quali: il balletto "Coppelia" di Delibes e La bohème di Giacomo Puccini. Gli esiti delle rappresentazioni furono eccellenti e apprezzatissimi, in particolare dalla Stampa che in occasione della messa in scena della La bohème così si espresse:" [...] Al M° Palminteri, cui si deve l'eccellente concertazione dell'opera, è da attribuire pure il buon andamento dell'orchestra che, composta da ottimi elementi, obbedisce compatta e intelligente alla bacchetta del valente direttore".
Nel 1901 vi fu la morte di Giuseppe Verdi, evento che scosse tutta l'Italia, e Pietro Mascagni ne commemorò la memoria con un concerto al Verdi, ospite del maestro Menichetti (Commissario Tecnico del Teatro e Maestro della Cappella del Duomo di Pisa).
Mascagni nel 1907 tornò a Pisa per dirigere la sua opera Amica e nel 1908 Le maschere, con il soprano Celestina Boninsegna, coltivando una sorta di sodalizio artistico con la città.
Nel 1902 fu ospite di Pisa il maestro Alberto Franchetti, in occasione della prima rappresentazione della sua opera Germania.
Il 24 giugno 1911 andò in scena Il matrimonio segreto di Domenico Cimarosa, con degli specialisti del genere, quali Germana Grazioli, Jole Massa, Tina Farelli, Giuseppe Paganelli, Enrico Molinari e il pisano Ubaldo Ceccarelli, Orchestra della Scala di Milano, diretta dal maestro Arturo Bovi.
Nel 1913 l'opera contemporanea Du Barry del fiorentino Ezio Camussi, allievo di Sgambati e Massenet, e l'opera di Mascagni Isabeau.
L'anno seguente vide il teatro impegnato nel gravoso allestimento del Parsifal di Wagner, alla cui messa in scena contribuirono molti enti pubblici e privati, tra cui la Camera di Commercio, l'Opera della Primaziale e perfino il Comune di Ponsacco (con 15 Lire).
Nel 1914 Ruggero Leoncavallo vi tenne un concerto al pianoforte e nel 1916 vi diresse la sua opera risorgimentale Goffredo Mameli, anno in cui il teatro vide in cartellone anche la Francesca da Rimini di Zandonai, autore in sala, con gli illustri cantanti Claudia Muzio e Giuseppe Taccani.
Nel 1920 ci fu la prima di Lodoletta di Mascagni, con in sala l'autore, tra un clima di crisi ed incertezza, dovuto alla guerra e al crescente interesse verso il cinema.
Gli anni venti videro il debutto del soprano Vera Amerighi Rutili, imponente figura sia per maestosità che per proprietà di canto.
L'11 e il 12 ottobre 1925 Titta Ruffo fece ritorno al Verdi con un titolo celeberrimo, che la vide protagonista eccelso in tutto il mondo: l'Amleto di Thomas. L'artista cantò per beneficenza.
Nel 1928 l'allestimento di Turandot e nel 1929 dell'imponente Nerone di Boito tentarono di risollevare le sorti del melodramma a livello cittadino. Sempre lo stesso anno vide interprete della Francesca da Rimini, diretta dallo stesso autore, il soprano Carmen Melis e un giovane Galliano Masini nel ruolo di Paolo, una Lucia di Lammermoor da antologia della lirica con Aureliano Pertile, Maria Gentile e Luigi Borgonovo, L'amico Fritz di Mascagni, diretto dall'autore, e un bel Barbiere di Siviglia di Rossini, con Figaro interpretato dal pisano Carlo Galeffi.
Nel 1930 la stagione di gala subì una flessione a causa della crisi imperante e vide una netta riduzione di recite, ma un ampio cartellone. Nel cartellone il Trittico con Elvira Casazza e Piero Menescaldi. Riccardo Zandonai tornò a dirigere la sua Giulietta e Romeo. L'Otello di Verdi vide come interprete anche Carlo Tagliabue nel ruolo di Jago e alla Fedora di Giordano presero parte Ersilde Cervi Caroli e Galliano Masini con ottimo risultato, tanto da essere successivamente riproposta.
Negli anni successivi, prima della seconda guerra mondiale, il teatro vide sfilare un'autentica passerella di grandi cantanti ed interpreti di fama mondiale, tra cui: Lina Bruna Rasa (Cavalleria rusticana), Elena Nicolai, Galliano Masini, Ebe Stignani, Iva Pacetti, Armando Borgioli, Gina Cigna, Ettore Parmeggiani, Antenore Reali, Aurora Buades e ancora in pieno periodo fascista, artisti come: Salvatore Baccaloni, Mario Basiola, Gino Bechi, Luigi Borgonovo, Mercedes Capsir, Iris Adami Corradetti, Elvira Casazza, Mafalda Favero, Mario Filippeschi, Alessandro Granda, Bruno Landi, Giannina Arangi-Lombardi, Giuseppe Lugo, Magda Olivero, Sara Ungaro, Rosetta Pampanini, Tancredi Pasero.
Questo periodo fulgente per il teatro Verdi vide il suo culmine con l'Andrea Chénier interpretata da Beniamino Gigli, con Elisa Gatti Porcinai e Armando Borgioli, avvenimento che fece epoca.
Nel 1940 in pieno periodo di guerra vide la Manon di Massenet interpretata da Toti Dal Monte e il debutto del tenore pisano Amerigo Gentilini nei Puritani di Vincenzo Bellini.
Nel 1941 una splendida Andrea Chénier con la superba Mafalda Favero, insieme a Galliano Masini, Elena Nicolai e l'ottimo pisano Afro Poli, entusiasmarono il pubblico. Lo stesso anno vide protagonista la maestria di preparatore corale di Bruno Pizzi nell'Aida di Verdi, e una interpretazione antologica di Gina Cigna nel ruolo della protagonista, Elena Nicolai in Amneris e il debutto del baritono pisano Nicola Pierotti.
Sempre lo stesso anno, un ottimo Otello con lo specialista Francesco Merli, Jolanda Magnoni (Desdemona), Gino Bechi, diretto da Antonino Votto.
Questi anni dolorosi videro bene rifugio i teatri di tradizione italiani per tutti i cantanti celebri del tempo che così potevano continuare ad esibirsi, come Gigli, Ebe Stignani (La favorita nel 1942), Cloe Elmo, Toti Dal Monte, Tito Schipa, Pia Tassinari, Ferruccio Tagliavini, Margherita Carosio, Giovanni Voyer, Alessandro Ziliani, Maria Carbone e il giovane Mario Del Monaco (interprete nella Manon Lescaut diretto da Antonino Votto e la Cavalleria rusticana con Cloe Elmo). Oltre poi si misero in mostra degli ottimi cantanti pisani: Afro Poli, Amerigo Gentilini, Mario Pierotti, Marcello Rossi e Vicleffo Scamuzzi.
Del 1944 memorabili furono anche il Faust con Tancredi Pasero nel ruolo di Mefistofele, il Barbiere di Siviglia con Margherita Carosio, Gino Bechi e Tancredi Pasero diretto da Votto.

### Il Dopoguerra al Verdi
Dopo la guerra, che vide le vite spezzate e le speranze di molti abbattute nel fango, il teatro ebbe una notevole importanza come luogo di svago e dove si ricordavano i tempi passati e si facevano confronti con le precedenti edizioni.
Nel 1945 furono messi in scena La traviata, Rigoletto e Il barbiere di Siviglia, con un giovanissimo e brillante Tito Gobbi.
L'anno successivo Adriana Lecouvreur, con Augusta Oltrabella, Fedora Barbieri, Giacinto Prandelli, Marcello Rossi, Corrado Zambelli, diretti da Mario Parenti, che riuscirono a rivitalizzare gli appassionati melomani. Da segnalare ancora nel 1946 il Don Basilio di Ettore Bastianini nel Barbiere di Siviglia (come basso).
Nel 1947 di particolare pregio furono I pescatori di perle con Giuseppe Di Stefano e Alda Noni, la Traviata con Margherita Carosio e la Tosca di Miryam Ferretti.
Nel 1950 si ricordano il Rigoletto con Tito Gobbi e Gianni Raimondi, la Manon Lescaut con Clara Petrella e la Tosca con Maria Callas, Galliano Masini e Afro Poli (2 recite), dove il soprano greco ebbe modo di conoscere la veracità di Masini, con un battibecco fuori dalle quinte memorabile. Voci del tempo riferiscono infatti che alla prima la Callas dette un colpetto negli stinchi a Masini al momento dei saluti finali, e lui alla seconda recita si vendicò, alla prima indecisione della Callas, dicendo:
La Callas non volle più cantare con Masini.
Sempre alla seconda recita, dopo il secondo atto Afro Poli si recò nel camerino per salutare Masini, dato che il ruolo di Scarpia era terminato. Masini, sapendo da Poli che non sarebbe stato pagato la sera stessa, disse una storica frase, una di quelle tramandate di padre in figlio:
divenne leggenda.
Il periodo che va dal 1952 ai primi anni sessanta portò a una riduzione del numero di recite preoccupante, tanto che molti spettatori non rinnovarono l'abbonamento. Tuttavia, in successione, furono allestiti: il Faust con Cesy Broggini, Salvatore Catania e Carlo Bergonzi, Madama Butterfly con Gianni Raimondi e Marcello Rossi, il Rigoletto di Aldo Protti (1953), La bohème con Di Stefano, La forza del destino con la Cerquetti, la Manon Lescaut con Magda Olivero e Umbertò Borsò, l'Otello con Guichandut (1955) e la Carmen (1956) insieme alla Amparan, nel 1957 l'Andrea Chénier con Bergonzi, Barbato, Savarese, l'anno seguente la Lucia con Ottavio Taddei, Carlo Tagliabue, la Traviata con Magda Olivero e Giacinto Prandelli, la mitica Turandot con Franco Corelli.
Nel 1959 lo svettante Trovatore di Mario Filippeschi.
Magda Olivero tornò nuovamente a Pisa nel 1960 nell'Iris di Mascagni e nel 1961 nell'Adriana Lecouvreur, insieme a Nicola Filacuridi e ad Afro Poli.
Nel 1964 si ricorda il Macbeth, con Paolo Silveri che si alternò con Giangiacomo Guelfi, Umberto Borsò e Marcella De Osma. Nello stesso anno anche Butterfly con Floriana Cavalli, Borsò e Poli, Diretti da N. Annovazzi.
Nel 1965 Norma con Gianfranco Cecchele nel ruolo di Pollione che fu molto apprezzato.
Nel 1966 un ottimo Ernani con un cast importante: Corneil Mac Neil (Carlo V), Gastone Limarilli, Marcella De Osma, Luigi Roni, direttore Manno Wolf-Ferrari.
Nel 1969 il celebre Rigoletto di Piero Cappuccilli con un giovane Luciano Pavarotti, in due recite al fulmicotone, rimaste storiche nella memoria dei melomani non solo pisani.
Dal 1969 in poi le stagioni liriche presero corpo con un numero importante di recite ed opere in cartellone, sempre con artisti buoni e alcuni giovani di talento, come Giacomo Aragall, Nicola Martinucci, Nikola Gjuzelev, Salvatore Fisichella, Olivia Stapp, Ilva Ligabue, Anna Baldasserini, Giancarlo Ceccarini, Antonio Salvadori.
Nel 1982 fu interessante la Figlia del Reggimento di Luciana Serra (l'anno prima in una splendida Lucia), Dir. Campanella, e la Manon Lescaut con Raina Kabaivanska, Nicola Martinucci, Rolando Panerai, Arturo Testa, diretta da M. Veltri.
Nel 1983 L'italiana in Algeri con G. von Kannen, Luigi Alva e K. Kuhlmann, diretta da A. Cavallaro.
Nel 1984 un'insolita interpretazione di Milva ne I sette peccati capitali di Kurt Weill, con la direzione di Marcello Panni.
Tra il 1986 e il 1989 il Teatro Verdi rimase chiuso: fu sottoposto a importanti interventi di manutenzione e restauro delle strutture lignee (travature e apparati decorativi) e fu adeguato ai moderni standard di sicurezza con l'aggiunta di scale esterne da utilizzare come vie di fuga in caso di incendio
Il Teatro Verdi è stato sede di importanti concerti solistici e strumentali (tra gli altri, di Uto Ughi, Salvatore Accardo, Bruno Canino, Riccardo Muti), anche di artisti di musica leggera. Recentemente si sono esibiti Lucio Dalla e, in un'importante tournée, Gino Paoli con Ornella Vanoni.
Il teatro ha anche tutti gli anni un'importante stagione di prosa (consulente artistico Gabriele Lavia) e spettacoli di danza classica e moderna e operistici.
Da qualche anno il Teatro Verdi porta avanti un progetto per giovani cantanti lirici Opera Studio che prevede la produzione di un'opera da parte dei giovani interpreti.
Oltre ad essere un importante palcoscenico per grandi attori e compagnie teatrali, il teatro è considerato un importante trampolino di lancio per gli attori più giovani: dal 1994 difatti la fondazione del teatro organizza interessanti laboratori di spettacolo per bambini e ragazzi in età scolare, per docenti universitari e anche adulti. Il progetto educativo si chiama "Fare Teatro" e tra i docenti annovera: il regista e autore teatrale Lorenzo Maria Mucci, l'attrice Cristina Lazzari, Luca Biagiotti, studioso di Shakespeare, e i drammaturghi Franco Farina e Federico Guerri.
Sempre nell'ambito della formazione, il Teatro Verdi organizza ogni anno dal 1985 la scuola estiva di Prima del Teatro.